# یزدان‌آباد (بم)
یزدان‌آباد، روستایی در دهستان کرک و نارتیچ بخش بروات شهرستان بم در استان کرمان ایران است.

## جمعیت
بر پایه سرشماری عمومی نفوس و مسکن در سال ۱۳۹۵، جمعیت این روستا برابر با ۴۰ نفر (۱۵ خانوار) بوده‌است.